# Hieronymus Linck

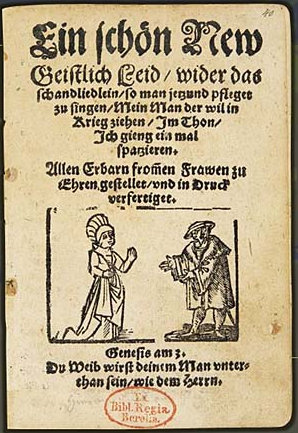
Ein schön New Geistlich Leid / wider das schandliedlein […]

Hieronymus Linck (Hieronymus Link, * um 1506 in Glatz, Grafschaft Glatz; † nach 1565) war ein Kürschner, Dichter und Minnesänger.

## Leben
Über die Jugend von Hieronymus Linck ist nichts bekannt. Erstmals erwähnt wurde er im Jahr 1558, letztmals 1565. Er erlernte das Kürschnerhandwerk und war nebenbei „Brifmoler“. Mit „viel Glück und handwerklichem Können“ scheint er in seinem Beruf zu Wohlstand gekommen zu sein.
Es hat den Anschein, als hätte er aus religiösen Gründen seine Glatzer Heimat verlassen müssen. Wegen seines anschließenden Aufenthalts in Zwickau wurde vermutet, er könne den reformatorischen Bewegungen der Wiedertäufer oder der Schwenckfelder angehört haben. Seine Dichtungen weisen jedoch eher auf lutherische Glaubensbezeugungen als auf schwärmerische religiöse Neigungen hin. Die Wahl von Zwickau als wahrscheinlicher Zufluchtsort könnte damit zusammenhängen, dass hier ein Zweig seiner Familie wohnte.
Wahrscheinlich schloss sich Linck der seit 1540 bestehenden Zwickauer Meistersingerschule an. Zwei seiner Meisterlieder sind überliefert, ein geistliches im eigenen „Leidton“ über den Besuch Jesu bei Maria und Martha („Fein und rein“, 1557, nach Lukas 10, 38-42) und ein historisches in der „Rorweys pfaltzen von Strasburg“ über die Ermordung des Würzburger Bischofs Melchior Zobel von Giebelstadt durch die Anhänger Wilhelms von Grumbach (1558).
Linck verließ Zwickau und betätigte sich als Wanderprediger. Anfang des Winters 1565 kam er nach Wien, wo er dem Kaiser Maximilian II. zwei diesem gewidmete Dramen überreichen ließ. In einer Zahlungsbestätigung der kaiserlichen Kanzlei über eine ihm gewährte Gratifikation wird er als „armer Priester“ bezeichnet. Hier verliert sich die Kenntnis über seinen weiteren Lebensweg. Wenn die Figur des den zum Kaiser zum Krieg ermunternden Theodorus Lincks Türkendrama autobiographisch gemeint war, so wird vermutet, könnte es nahe liegen, dass er in das Heer Maximilians eingetreten ist und bei den Kämpfen um Ungarn umkam.
Weitere bekannte Wirkungsorte waren Augsburg und Nürnberg.

## Rezension
Seine Gedichte und Dramen waren vor allem harte Moralpredigten, in denen er sich ständig mit den regierenden Landesherren auseinandersetzte. Elf seiner Gedichte und drei Dramen blieben erhalten. Nach den Zwickauer Meisterliedern beschäftigte sich Linck mit dem volkstümlichen Strophenlied. Die „historische Lieder“ vom Tod Heinrichs II. von Frankreich (1559) und von der ungarischen Krönung Maximilians (1563) gliedern sich ebenso wie die biblischen (128, Psalm, Paraphrase von Sirach 25 u. 26) in einen erzählenden und einen belehrenden Teil. Drei geistliche Kontrafakturen, darunter „Beschaffen“ [d. i. vorbestimmtes] „Glück von Ewigkeit“ richten sich religiös moralisierend gegen weltliche „schandliedlein“, teilweise nur in loser Anlehnung an diese „Frisch auff ir Landtsknecht alle“ (Kontrafaktur zu „Frisch auff in Gottes namen“), sowie zwei weitere Mahn- und Propagandalieder hat Linck in sein Türkendrama aufgenommen.
Das „Ein schön New Geistlich Leid / wider das schandliedlein […]“ behandelt die Eheproblematik. Es fordert weitschweifig und in belehrendem Ton die Frauen auf, eine gute Ehe zu führen und richtet sich gegen ein als »schandliedlein« bezeichnetes Lied, das ein eher lockeres Verhältnis zu Ehe und Hausstand offenbart. Es beginnt mit
1. O Das ich künd von Herzen /
Singen ein Liedelein /
Vnd vnd vollbringen ohn Schmertzen /
Das wacker Mädelein.
Geystlicher Weyse zwar /
Das man so möcht vergessen /
Das Weltlich ganz und gar.
und schließt mit den Mahnungen
| 30. Und laß die graben Gesellen / Ir wacker Mädelein / Singen ja wie sie wöllen / Das Huren Liedelein / So werden sie daruon / Zu letzt müssen auch lassen / Den spot zum schaden han. | 31. Aber die hie von Gotte / Singen Gaistliche Lied: Werden ohn allen spotte / in Ewigkeit damit / Christum den Herren reich / In frewdem loben mit mit singen / Ymmer und Ewigkleich. |

Linck polemisierte auch noch gegen weitere weltliche Lieder und verfertigte Kontrafakte dazu, so gegen „Mein Mann der wil in Krieg ziehen“ und „Beschaffen Glück ist unversaumbt“.
„Meistersingerbühne und profanes [„prot.“?] Schultheater bestimmten Lincks Dramen, von denen nur das stofflich auf eine Erzählung „Gesta Romanorum“ zurückgehende Spiel vom Ritter Julianus, der unwissentlich seine beiden Eltern tötet, gedruckt wurde (1564). Das Salondrama, in dem Linck die Adonias- und Salomonhandlung simultan nebeneinander ablaufen ließ und eine dritte, das abschließende salomonische Urteil vorbereitende Handlung zwischen Knecht und Magd hinzuerfand, schloss sich eng an den Bibeltext (Buch der Könige, 1.-3. Kap.) an. Die zum Türkenkrieg auffordernde „Comedia“ stellte nach Art der Moralitäten die Hauptfigur zwischen den Erzengel Raphael und Satan, erschöpfte sich jedoch fast ohne Handlung in Dialogen.“

## Werke
- Ein schön Kurtzweilig Poetisch Spil / v. e. jungen Ritter Julianus genannt / wie er sein Vater u. Mutter erstochen hat / darauss vil schöner Lehr u. Exempel zu lehrnen sein …. 1564[1]
- Ein schön u. Nutzliche Newe Comedi beiden so ess Agiren u. so es sehen v. Hoffard u. Demut / auss d. ersten Konig buch … (Hs. Wien, Nat.-bibl. 9841)[1]
- Ein schön Neue Comedia/darinnen e. Rahtenschlag gehalten wirdt / Was nützlich wehr zu d. Krieg / darein man sich ietz diess 1565. Jar rüstet (Hs. ebd. 9822)[1]